# Stenosomides elongata
Stenosomides elongata är en fjärilsart som beskrevs av Turati och Krüger 1836. Stenosomides elongata ingår i släktet Stenosomides och familjen nattflyn. Inga underarter finns listade i Catalogue of Life.